# Wim Focken
Wilhelmus Hendricus (Wim) Focken (Amsterdam, 28 juli 1923 – aldaar, 12 december 1988) was een Nederlands voetballer.

## Biografie
Wim Focken was de zoon van Johannes Cornelis Focken en Margaretha Petronella Hollander. Hij had een oudere broer. Hij trouwde op 20 maart 1947 met Aafje Walter.
In 1937 werd Wim lid van AFC Ajax als adspirant-lid. Hij speelde in 1951 bij Ajax als middenvelder. Van zijn debuut in het kampioenschap op 25 februari 1951 tegen NEC tot zijn laatste wedstrijd op 16 september 1951 tegen Achilles speelde Focken in totaal 8 wedstrijden in het eerste elftal van Ajax.

## Statistieken
| Club  | Seizoen | Competitie | Competitie | Beker | Beker | Totaal | Totaal |
| Club  | Seizoen | Wed.       | Dlp.       | Wed.  | Dlp.  | Wed.   | Dlp.   |
| ----- | ------- | ---------- | ---------- | ----- | ----- | ------ | ------ |
| Ajax  | 1950/51 | 7          | 0          | -     | -     | 7      | 0      |
| Ajax  | 1951/52 | 1          | 0          | -     | -     | 1      | 0      |
| Total | Total   | 8          | 0          | -     | -     | 8      | 0      |